# Värmdö kommun
59°20′N 18°23′Ø / 59.333°N 18.383°Ø
Värmdö kommune ligger i det svenske län Stockholms län i landskapet Uppland. Kommunens administrationscenter ligger i byen Gustavsberg.
Värmdö er en økommune i hjertet af Stockholms skærgård. Värmdö har en rig kulturhistorie og et varieret skærgårdslandskab med kendte øer som Sandhamn, Runmarö, Möja og Grinda. Størstedelen af kommunen ligger i Uppland men en mindre del (Nämdö) ligger i landskapet Södermanland.

## Byer
Värmdö kommune har 19 byer.
Indbyggere pr. 31. december 2005.
| #   | By                          | Indbyggere |
| --- | --------------------------- | ---------- |
| 1.  | Gustavsberg                 | 9.682      |
| 2.  | Hemmesta                    | 4.577      |
| 3.  | Skeppsdalsström             | 1.475      |
| 4.  | Mörtnäs                     | 1.291      |
| 5.  | Fågelvikshöjden             | 1.015      |
| 6.  | Djurö                       | 958        |
| 7.  | Brunn                       | 957        |
| 8.  | Stavsnäs                    | 727        |
| 9.  | Kopparmora                  | 665        |
| 10. | Björnömalmen och Klacknäset | 568        |
| 11. | Lugnet och Skälsmara        | 555        |
| 12. | Långvik                     | 536        |
| 13. | Strömma                     | 516        |
| 14. | Värmdö-Evlinge              | 482        |
| 15. | Torsby                      | 481        |
| 16. | Ängsvik                     | 410        |
| 17. | Norra Lagnö                 | 317        |
| 18. | Ingaröstrand                | 290        |
| 19. | Återvall                    | 205        |